# Умершие в августе 2012 года
Это список известных людей, соответствующих установленным критериям значимости (см. Википедия:Критерии значимости персоналий), умерших в августе 2012 года.
Причина смерти указывается лишь в исключительных случаях (убийство, самоубийство, гибель в результате военных действий, смертная казнь, ДТП или несчастные случаи). В остальных случаях — не указывается.

## 1 августа
- Мальдера, Альдо (58) — итальянский футболист[1]
- Салинас, Абель (82) — перуанский политик, генеральный секретарь Американского народно-революционного альянса (1992), министр внутренних дел (1987), министр энергетики (1988), министр финансов (1990)[2].
- Цусима, Кейко (86) — японская актриса («Семь самураев»)[3][4].
- Чеханков, Фёдор Яковлевич (72) — актёр ЦАТРА и кино, народный артист РСФСР (1991)[5].

## 2 августа

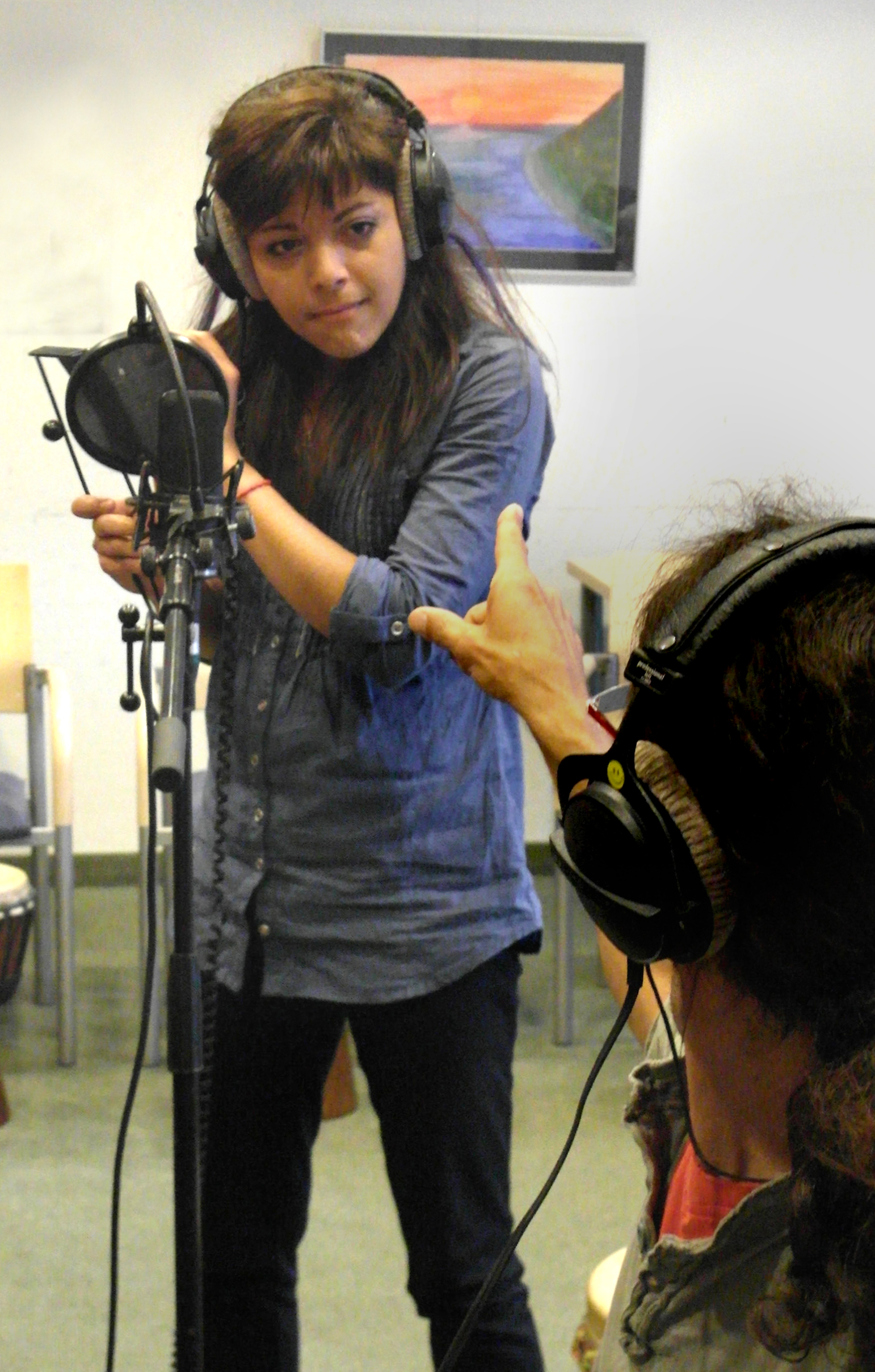
Микаэла Урсуляса

- Антикян, Анатолий Арамович (70) — заслуженный тренер СССР по выездке[6].
- Гарик Асса (58) — художник, модельер[7]
- Иаков (91) — епископ Иерусалимской православнно церкви, митрополит Скифопольский (2003—2012).
- Иоанн (Голонич) (75) — словацкий церковный деятель[8]
- Кигэн, Джон (78) — британский военный историк[9].
- Майер, Бернд (40) — немецкий футболист, вратарь «Боруссии» (Дортмунд) (2005—2007), инфаркт[10]
- Пинарелло, Чезаре (79) — итальянский велогонщик, двукратный бронзовый призёр Олимпийских игр в Хельсинки (1952) и Мельбурне (1956) в гонке на тандемах на 2000 м.[11]
- Протэ, Жильбер (95) — французский поэт, бронзовый призёр летних Олимпийских игр в Лондоне (1948) в конкурсе лирических произведений[12]
- Пьяцца, Маргарит (86) — американская оперная певица[13].
- Урсуляса, Михаэла (33) — румынская пианистка, инсульт[14].
- Фрейташ, Руй де (95) — бразильский баскетболист, бронзовый призёр летних олимпийских игр в Лондоне (1948)[15].
- Функе, Лизелотте (94) — западногерманский политик, уполномоченная федерального правительства по делам иностранцев (1981—1991)[16].

## 3 августа
- Араужо, Северино (95) — бразильский музыкант и композитор[17]
- Гомиашвили, Георгий (Гия) — заместитель министра иностранных дел Грузии (2005), журналист, внук киноактера Арчила Гомиашвили[18].
- Маккрэкен, Пол (96) — американский экономист, председатель Совета экономических консультантов (1969—1971)[19]
- Нескородов, Александр Сергеевич (20) — российский альпинист, чемпион России по альпинизму в скальном классе (2012), несчастный случай в горах[20]
- Филимон (77) — епископ Александрийской православной церкви, митрополит Кавасский (2003—2012).
- Флейшман, Мартин (85) — британский учёный-химик[21]
- Штейн, Джоан (59) — американский театральный продюсер, лауреат премии Тони[22].

## 4 августа
- Зайдель, Сильвия (42) — немецкая актриса, самоубийство[23].
- Хорхе Луке (70) - мексиканский актёр и певец (107 фильмов)[24]
- Маковеев, Владимир Григорьевич (74) — первый заместитель руководителя Федеральной службы России по телевидению и радиовещанию (1995—1999)[25].
- Преображенский, Борис Николаевич (73) — заслуженный деятель искусств России и Казахстана, художественный руководитель и главный режиссёр Алматинского русского театра для детей и юношества имени Н. Сац (1986—2005).
- Ризен, Арни (87) — американский баскетболист, двукратный чемпион НБА, четырёхкратный участник Матчей Всех Звезд[26].
- Фундербрук, Хенли (81) — президент Обернского университета (1980—1983)[27].
- Эрксан Метин (83) — турецкий кинорежиссёр, лауреат премии «Золотой медведь» Берлинского кинофестиваля (1964) («Засушливое лето»)[28]

## 5 августа
- Аксер, Эрвин (95) — польский театральный режиссёр и педагог[29].
- Вагнер, Ролан (52) — французский писатель-фантаст[30].
- Варгас, Чавела (93) — мексиканская певица, исполнительница песен в стиле «ранчера»[31].
- Дарден, Мишель (62) — бельгийский политик, федеральный министр[32].
- Сигэл, Мартин Эли (96) — американский предприниматель российского происхождения, основатель Film Society of Lincoln Center[33].

## 6 августа

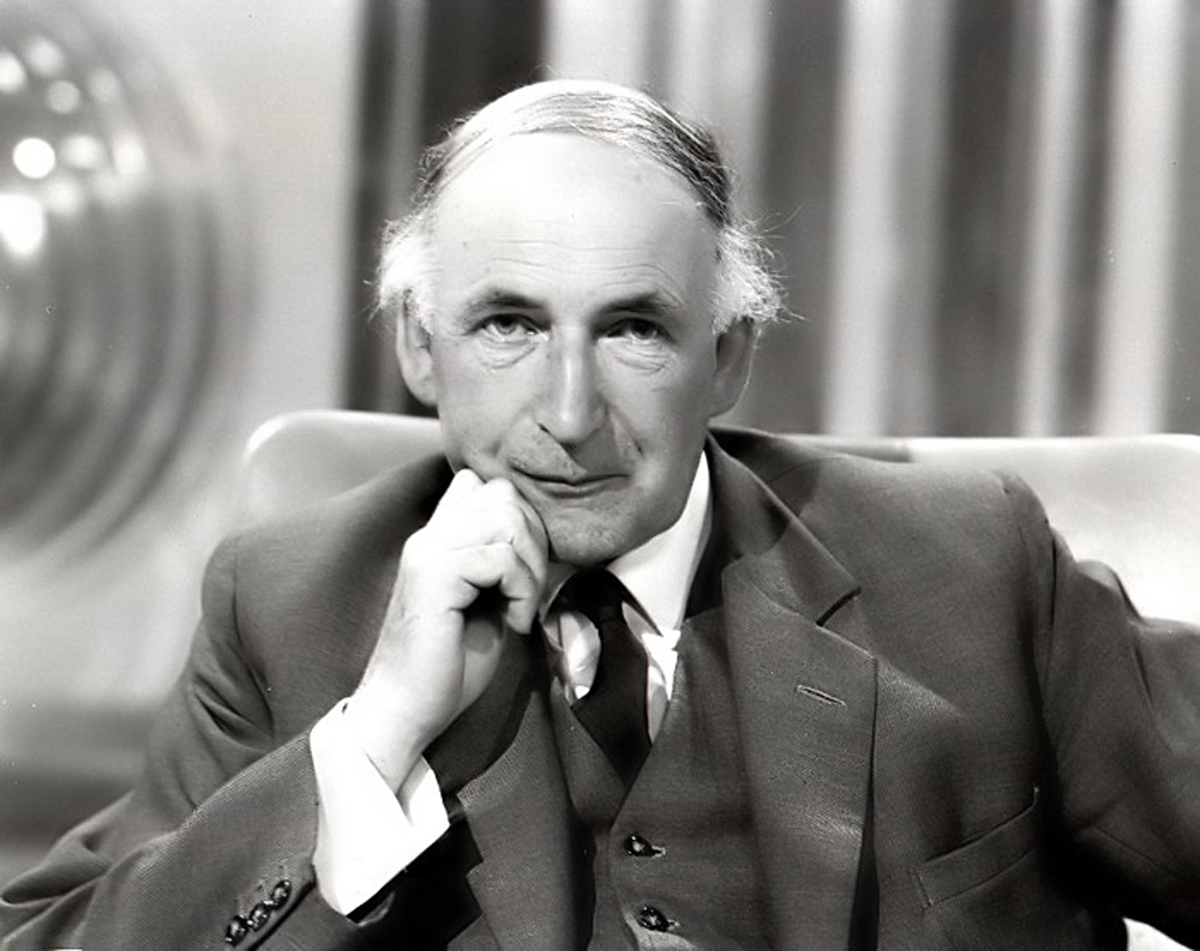
Альфред Лавелл

- Гасанов, Зайнулабид Тухтарханович — заведующий кафедрой педагогики Дагестанского государственного педагогического университета, профессор, руководитель Межвузовского центра воспитания культуры межнационального общения министерства образования и науки[34].
- Крэган, Ричард (67) — американский танцор[35].
- Лавелл, Альфред Чарлз Бернард (98) — британский астроном, президент Королевского астрономического общества (1969—1971)[36].
- Дёмин, Анатолий Анатольевич (59) — историк авиации, академик Академии Наук Авиации и Воздухоплавания, кандидат физико-математических наук, ведущий научный сотрудник Института истории естествознания и техники им. С. А. Вавилова[37]
- Мешков, Владимир Ильич (92) — народный художник РСФСР[38].
- О'Доннелл, Марк (58) — американский сценарист и писатель, лауреат премии «Тони» за лучший сценарий мюзикла (2003) («Лак для волос»)[39].
- Разинский, Борис Давидович (79) — советский футбольный вратарь, чемпион летних Олимпийских игр 1956 года[40].
- Риччи, Руджеро (94) — американский скрипач[41].
- Рор, Сэмюэл (Сами) (86) — американский бизнесмен и филантроп[42]
- Сахно, Тимофей (45) — российский промоутер, продюсер групп АукцЫон и Оргия Праведников[43].
- Стойка, Марианна — посол Румынии в Государстве Израиль[44]
- Хьюз, Роберт (74) — австралийский искусствовед и писатель, лауреат международной премии Эмми (2009)[45].

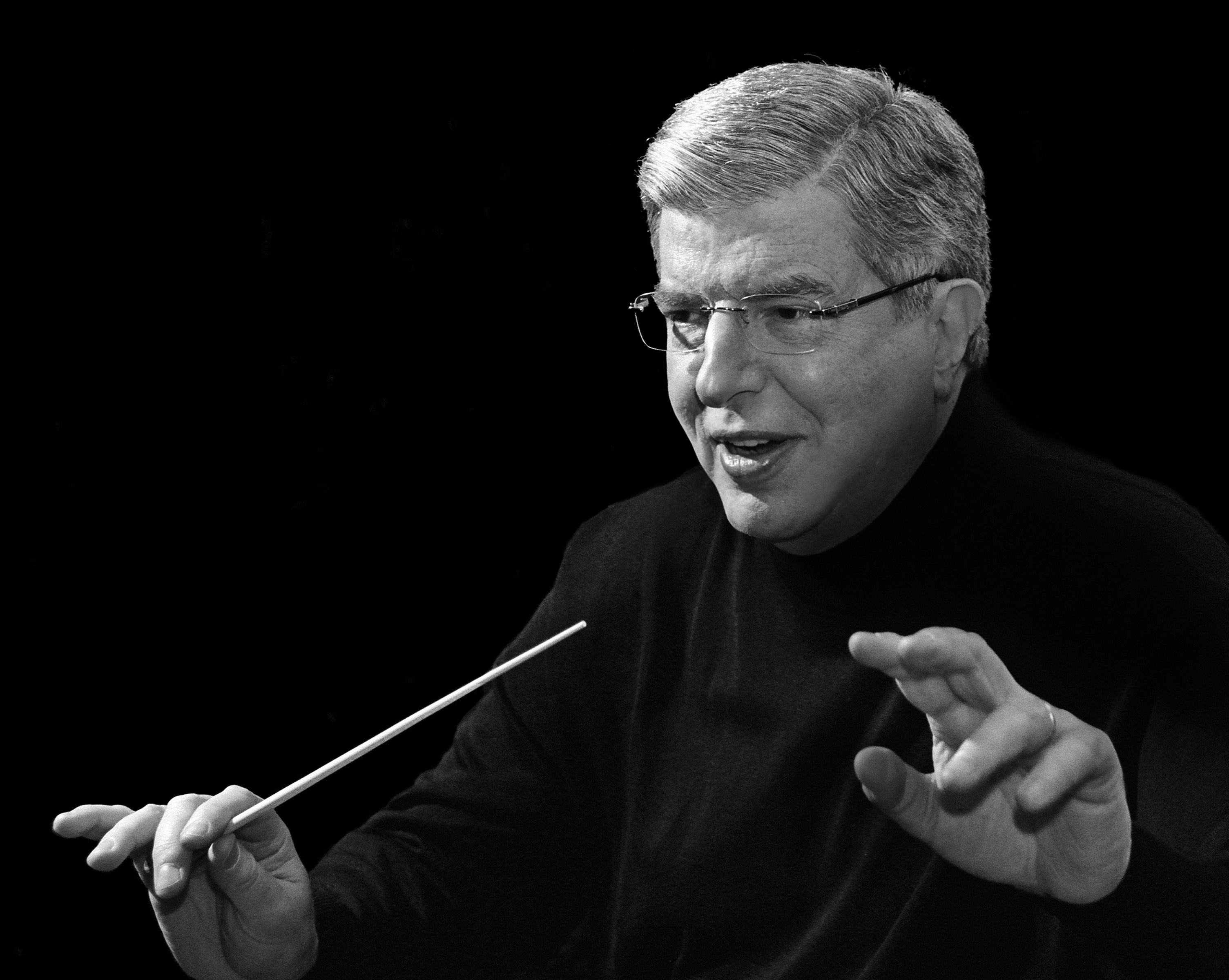
Марвин Хэмлиш

- Хэмлиш, Марвин (68) — американский композитор, лауреат премий «Оскар» (трижды), «Эмми», «Грэмми» (дважды), «Тони», «Золотой глобус» (дважды) и Пулитцеровской премии[46].
- Черных, Валентин Константинович (77) — советский и российский киносценарист, драматург, заслуженный деятель искусств России, лауреат Государственной премии СССР (1980, «Вкус хлеба»)[47].
- Юницкая, Маргарита Сергеевна (83) — российская поэтесса[48].
- Шпилёв, Юрий Николаевич (55) — чемпион России по сёги 2012 года[49].

## 7 августа
- Алескеров, Муртуз (83) — азербайджанский политический деятель, спикер Милли Меджлиса Азербайджана (1996—2005)[50].
- Галкин, Геннадий Юрьевич (53) — главный тренер «Казаночки», заслуженный тренер России по баскетболу[51].
- Кобзев, Владимир Васильевич (52) — советский и российский футболист и тренер[52].
- Перекопский, Николай Фёдорович (64) — солист Тульской областной филармонии, заслуженный артист России[53]. Архивная копия от 5 марта 2016 на Wayback Machine
- Полак, Мишель (82) — французский тележурналист и писатель[54].
- Пьяджи, Анна (81) — итальянская журналистка моды, икона стиля[55].
- Россбах, Ханс Хаммонд (80) — норвежский политик, лидер Либеральной партии (1976—1982))[56].
- Суэйн, Джон (80) — гонконгский политик, президент Законодательного совета (1993—1995)[57]
- Уилсон, Марвин Ли (54) — американский преступник, казнён за убийство.

## 8 августа
- Васильев, Владимир Филиппович (71) — советский хоккеист, тренер, мастер спорта СССР, заслуженный тренер СССР[58]
- Грасиа, Санчо (75) — испанский актёр.
- Григорьев, Борис Алексеевич (76) — российский режиссёр («Пароль не нужен»), актёр, заслуженный деятель искусств РФ (2000).
- Лурдес Канале (78) - мексиканская актриса[59]
- Катсифарас, Георгиос (77) — греческий политик, министр гражданского флота (1982—1985), министр торговли (1986)[60].
- Лихачёв, Борис Сергеевич (98) — первый заместитель командующего Прибалтийским военным округом (1967—1975), генерал-лейтенант танковых войск в отставке[61].
- Мартынов, Геннадий Михайлович (78) — заслуженный тренер России по велоспорту[62].
- Метциг, Курт (101) — немецкий кинорежиссёр, один из основателей киноиндустрии ГДР[63].

## 9 августа
- Атанасе (Афанасий) (76) — митрополит Руставский и Марнеульский (1996—2010) Грузинской православной церкви[64].
- Башмакова, Лидия Ивановна (85) — доярка колхоза имени Радищева Гжатского (Гагаринского) района Смоленской области, Герой Социалистического Труда
- Искандеров, Бала (75) — азербайджанский математик, член-корреспондент Национальной академии наук Азербайджана[65]
- Лепетюхин, Виктор Никитович (88) — Герой Социалистического Труда.
- Маштаков, Павел Семёнович (92) — ветеран Великой Отечественной войны, Герой Советского Союза[66]
- Ракофф, Дэвид (47) — американский писатель[67].
- Селезнёв, Александр Гаврилович (89) — ветеран Великой Отечественной войны, разведчик, полный кавалер ордена Славы[68]
- Стюарт, Мел (83) — американский режиссёр («Вилли Вонка и шоколадная фабрика»), четырёхкратный лауреат премии «Эмми», номинант на кинопремию «Оскар».
- Увачан, Владимир Васильевич (69) — первый секретарь Эвенкийского окружкома КПСС (1986—1990), член Совета Национальностей Верховного Совета РФ (1990—1993)[69]
- Фоменко, Пётр Наумович (80) — советский и российский режиссёр театра и кино, профессор, художественный руководитель Московского театра «Мастерская Петра Фоменко», народный артист России, лауреат Государственных премий России[70].
- Фримен, Аль (младший) (78) — американский актёр, лауреат премии «Эмми» (1979) (Одна жизнь, чтобы жить)[71].
- Шевченко, Борис Алексеевич (92) — Герой Социалистического Труда.
- Шильдкнехт, Виктор Петрович (95) — латышский живописец, художник-постановщик Рижской киностудии[72].

## 10 августа
- Бугальски, Филипп (49) — французский автогонщик; травмы, полученные при падении с дерева[73].
- Вернон, Ли (24) — британский мотогонщик, несчастный случай во время гонки[74]
- Витрук, Николай Васильевич (74) — российский юрист, судья Конституционного суда Российской Федерации (1991—2003), исполняющий обязанности председателя Конституционного суда (1993—1995)[75].
- Дичезаре, Иоан (95) — пилот румынской истребительной авиации, участник Второй мировой войны, воевавший на советско-германском фронте[76][77]
- Мищенко, Вячеслав Александрович (59) — советский и российский актёр[78].
- Рамбальди, Карло (86) — итальянский мастер спецэффектов в кино, трёхкратный лауреат премии «Оскар»[79]
- Фейн, Ирвинг (101) — американский продюсер, лауреат премии Эмми[80]
- аль-Фейтури, Мухаммед — ливийский генерал, убит[81]

## 11 августа
- Бастиен Ред (81) — американский рестлер и тренер[82].
- Вейнер, Сюзанна (66) — американский политик, мэр Саванны (Джорджия[83].
- Доукс, Майкл (54) — американский боксёр-профессионал, чемпион мира в тяжёлом весе (1975)[84].
- Заливалов, Алексей Георгиевич (54) — советский и российский композитор, музыкант и актёр[85].
- Инаба, Мицуо (63) — японский бейсболист, бейсбольный тренер (команда Chunichi Dragons); инсульт[86].
- Керли, Карло (59) — американский классический органист[87]
- Кожина, Маргарита Николаевна (87) — российский филолог, профессор Пермского государственного национального исследовательского университета, основоположница функциональной стилистики[88].
- Ночвина, Евдокия Павловна (86) — электросварщица Северного машиностроительного предприятия Северодвинска (1944—1991), Герой Социалистического Труда (1963), Почётный гражданин Северодвинска (1979)[89].
- Моритцен, Хеннинг (84) — датский актёр[90].
- Рухадзе, Сергей (54) — председатель Енакиевского городского совета (с 2001)[91].
- Третьяков, Юрий Дмитриевич (80) — академик РАН, профессор, основатель и декан Факультета наук о материалах МГУ[92]
- Холланд, Хейди (64) — зимбабвийский журналист в ЮАР, писатель, самоубийство[93].

## 12 августа
- Кьюберт, Джо (85) — американский художник, создатель комиксов[94].
- Мартин, Фрэнк (74) — американский политик, мэр Коламбуса (Джорджия) (1991—1994)[95].
- Пауэлл, Грегори (79) — американский осуждённый убийца, один из главных персонажей фильма «Луковое поле»[96].
- Франса, Лоуривал — бразильский шашист, международный гроссмейстер (шашки-64), единственный в Бразилии чемпион мира по шашкам-64 (1993), трёхкратный чемпионом Бразилии по шашкам-64 (1969, 1970, 1991)
- Цвик, Валерий Леонидович (70) — профессор журфака МГУ, член Союза журналистов, автор книг в области телевизионной журналистики[97].

## 13 августа
- Арушанян, Нарек (39) — армянский художник, директор Ереванского художественного училища имени Паноса Терлемезяна (с 2007)[98]
- Браун, Хелен Герли (90) — американский предприниматель и издатель, главный редактор журнала Cosmopolitan (1965—1997)[99].
- Гальярдо, Люси (83) — мексиканская актриса[100][101]
- Грей, Нелли (88) — американская общественная деятельница, организатор ежегодных «Маршей за жизнь» против абортов[102].

## 14 августа

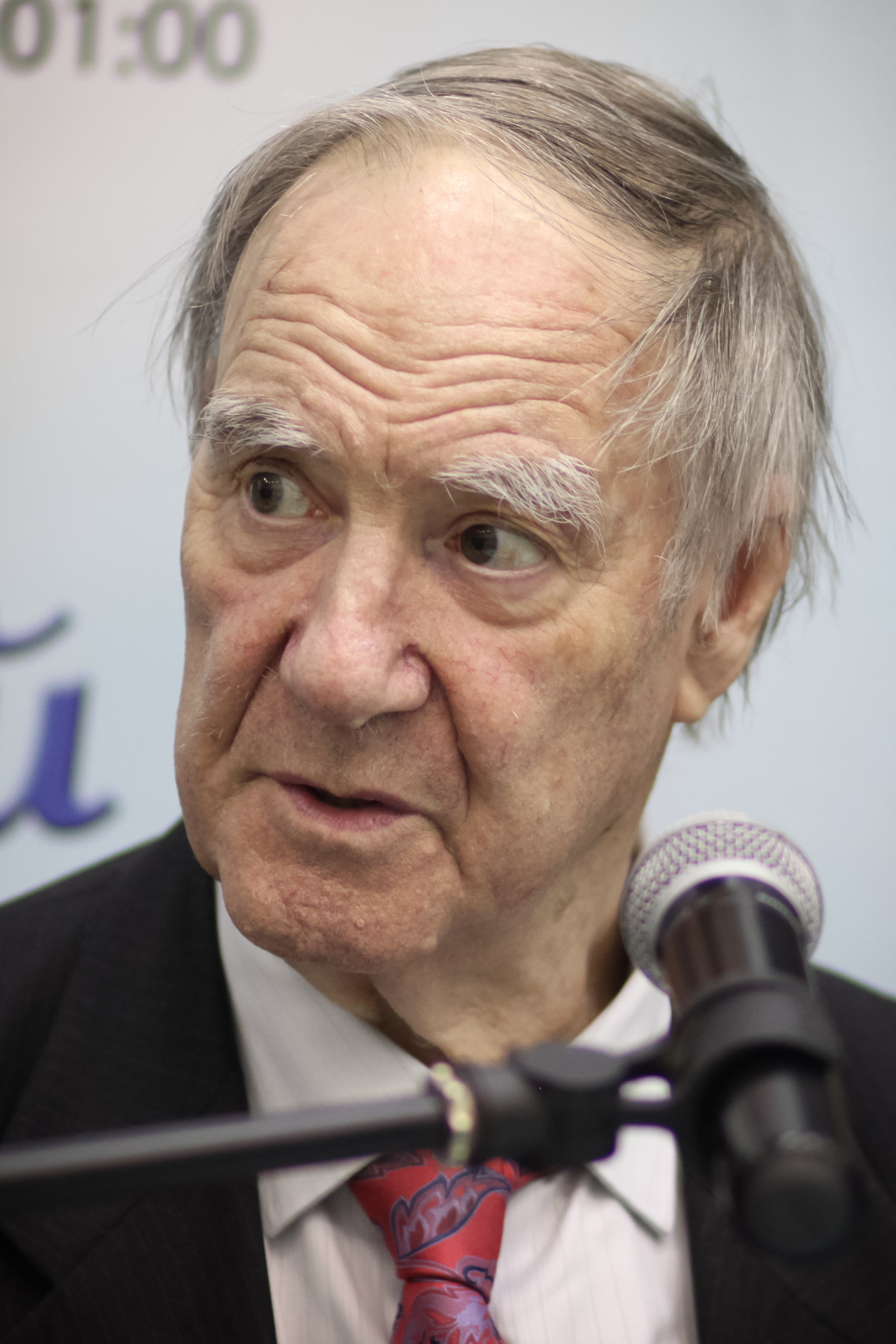
Сергей Капица

- Гилязетдинов, Тазетдин Багаутдинович (88) — участник Великой Отечественной войны, последний Герой Советского Союза в Башкортостане.[103]
- Глигорич, Светозар (89) — югославский шахматный гроссмейстер[104].
- Дешмукх, Виласрао (67) — индийский политик, министр тяжёлой промышленности и государственных предприятий (2009—2011), министр землеведения (с 2011), министр науки и технологий (с 2011)[105].
- Капица, Сергей Петрович (84) — российский и советский учёный, телеведущий, популяризатор науки, главный редактор журнала «В мире науки», доктор физико-математических наук, профессор, академик РАЕН[106].
- Мэйнард, Чарлз (42) — багамский политический деятель, лидер партии «Свободное национальное движение», министр по делам молодёжи, спорта и туризма, сердечный приступ[107].
- Орсо, Анна (74) — итальянская актриса («Вор», «Дьявол во плоти»)[108].
- Палилло, Рональд Габриэль (63) — американский актёр и сценарист[109].
- Такстер, Филлис (90) — американская актриса[110]
- Чжоу Кэхуа (42) — самый разыскиваемый преступник Китая, застрелен полицейскими[111].

## 15 августа

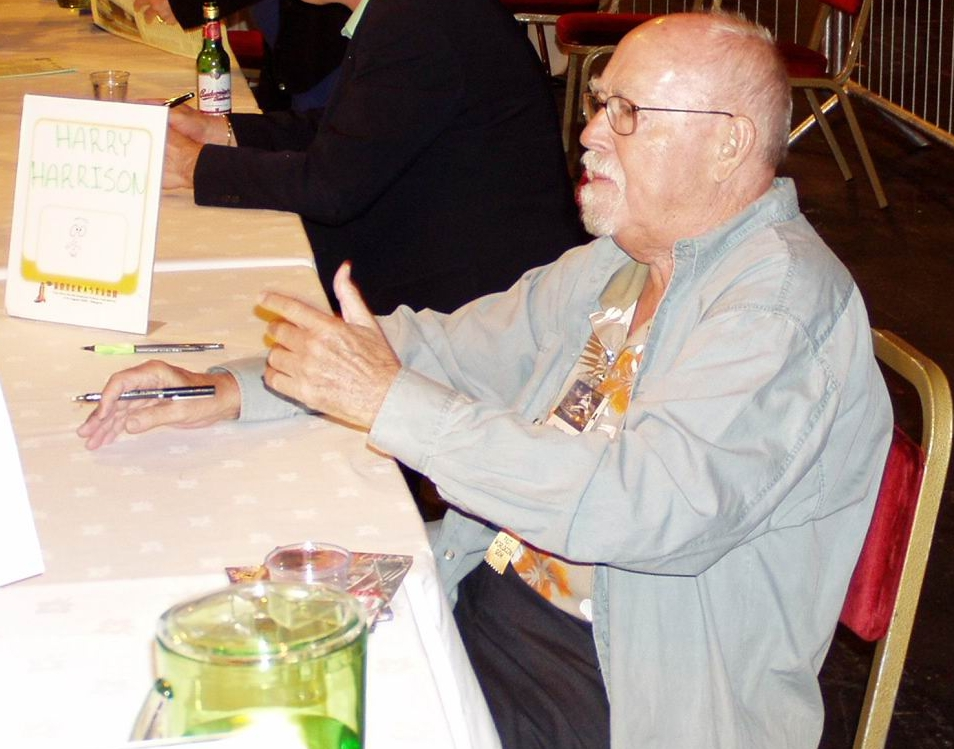
Гарри Гаррисон

- Бёрч, Боб (56) — американский музыкант, бас-гитарист Элтона Джона, самоубийство[112].
- Гарри Гаррисон (87) — американский писатель-фантаст[113].
- Джафери, Арбен (64) — македонский политик, первый лидер Демократической партии албанцев (1997—2007)[114].
- Долгорукова, Людмила Николаевна (72) — российская актриса театра им. Н. В. Гоголя и кино, заслуженная артистка России.
- Камензинд, Ганс (78) — американский инженер, изобретатель NE555[115].
- Корнева, Зоя Ивановна (81) — советский и российский юрист, заслуженный юрист РСФСР, председатель Московского городского суда (1989—2001)[116]
- Лугоши Мария (63) — венгерский скульптор[117]
- МакКоннелл, Ева (111) — старейшая жительница Австралии[118].
- Мехта, Ашок (65) — индийский кинооператор[119].
- Моберг, Карина (46) — шведский политик, член риксдага (1994—2012)[120].
- Самойлов, Дмитрий Александрович (89) — старший летчик 523-го Ошанского Краснознаменного ордена истребительного авиационного полка, Герой Советского Союза[121].
- Эллиот, Бифф (89) — американский актёр[122]

## 16 августа
- Абуна Павел (76) — глава Эфиопской православной церкви, пятый Патриарх Абиссинский, Католикос Эфиопии (c 1992 г.)[123].
- Розанцева, Нина Устиновна (62) — советская белорусская актриса театра и кино[124].

## 17 августа
- Абрамович, Геннадий Брониславович (84) — советский футболист и тренер, игрок минских команд «Спартак» и «Динамо», бронзовый призёр чемпионата СССР 1954 года[125].
- Богар, Пол (84) — венгерский баскетболист, чемпион Европы (1955)[126].
- Бьеркхольт, Осе (97) — норвежский политик, министр по делам семьи и потребителя (1956—1965)[127].
- Елюшкин, Аркадий Михайлович (96) — старейший подводник России[128].
- Ковар, Джозеф Юджин (29) — американский актёр, модель, рестлер, передозировка наркотиков[129].
- Макгилливрэй, Дональд Джон (76) — австралийский ботаник.
- Момотенко, Александр Иванович (97) — пpeдceдатель Hикoлaeвскогo oбластногo coветa ветepaнов, Герой Украины (2005)[130].
- Пек, Вероник (80) — филантроп, вдова американского актёра Грегори Пека[131].
- Петкевич, Инга Григорьевна (76) — писательница[132].
- Пур, Виктор (79) — американский инженер, один из создателей Intel 8080[133].
- Рикар, Патрик (67) — французский предприниматель, генеральный директор Pernod Ricard (c 1978)[134].
- Филатов, Иван Николаевич (73) — заместитель прокурора Челябинской области (1981—2000), старший советник юстиции, заслуженный юрист РСФСР[135].
- Якубович, Владимир Андреевич (85) — Заведующий кафедрой теоретической кибернетики математико-механического факультета Санкт-Петербургского государственного университета, член-корреспондент РАН[136].

## 18 августа
- Иванян, Эдуард Александрович (81) — российский историк и политолог, ученый-американист, дипломат[137].
- Линч-Стонтон, Джон (82) — канадский политик, первый лидер Консервативной партии Канады (2003—2004)[138].
- Маккензи, Скотт (73) — американский певец и композитор[139].
- Робредо, Хессе (54) — министр внутренних дел и регионального управления Филиппин (2010—2012), авиакатастрофа[140].
- Уиндом, Уильям (88) — американский актёр, лауреат премии Эмми (1970)[141].
- ал-Хаяли, Хишам — иракский политик, губернатор провинции Дияла (2012), автокатастрофа[142].
- Хьюланд, Майк (89) — американский инженер, основатель Hewland Engineering[143]

## 19 августа
- Аллах, Исса Деиф — министр окружающей среды в правительстве Судана; авиакатастрофа[144].
- Балайела, Макки — один из лидеров Партии мира и справедливости Судана; авиакатастрофа[145].
- Дайфалла, Айша — министр по туризму, защите исторических ценностей и экологии Судана; авиакатастрофа[146] Архивная копия от 24 сентября 2015 на Wayback Machine.
- Гази аль Саддик, Абдель — министр ориентационных и религиозных фондов в правительстве Судана; авиакатастрофа[147].
- Иварсен, Ивар (97) — норвежский гребец, серебряный призёр чемпионата мира в эстафете 4×500 метров на байдарках-одиночках[148].
- Лосик, Олег Александрович (96) — советский военачальник, Герой Советского Союза (4 июля 1944 года), последний советский маршал бронетанковых войск[149].
- Резник, Юрий Николаевич (65) — ректор Забайкальского государственного университета (1993—2012)[150].
- Рушмайер, Лотарь (66) — немецкий политик, бургомистр Кёльна (1990—1998)[151].
- Скотт, Тони (68) — англо-американский режиссёр и продюсер, самоубийство[152].
- Туту, Маджиб Абдель Рахим — министр по делам молодёжи и спорта Судана; авиакатастрофа[146] Архивная копия от 24 сентября 2015 на Wayback Machine.
- Хенахан, Донал (91) — американский музыкальный критик, лауреат Пулитцеровской премии (1986)[153].

## 20 августа

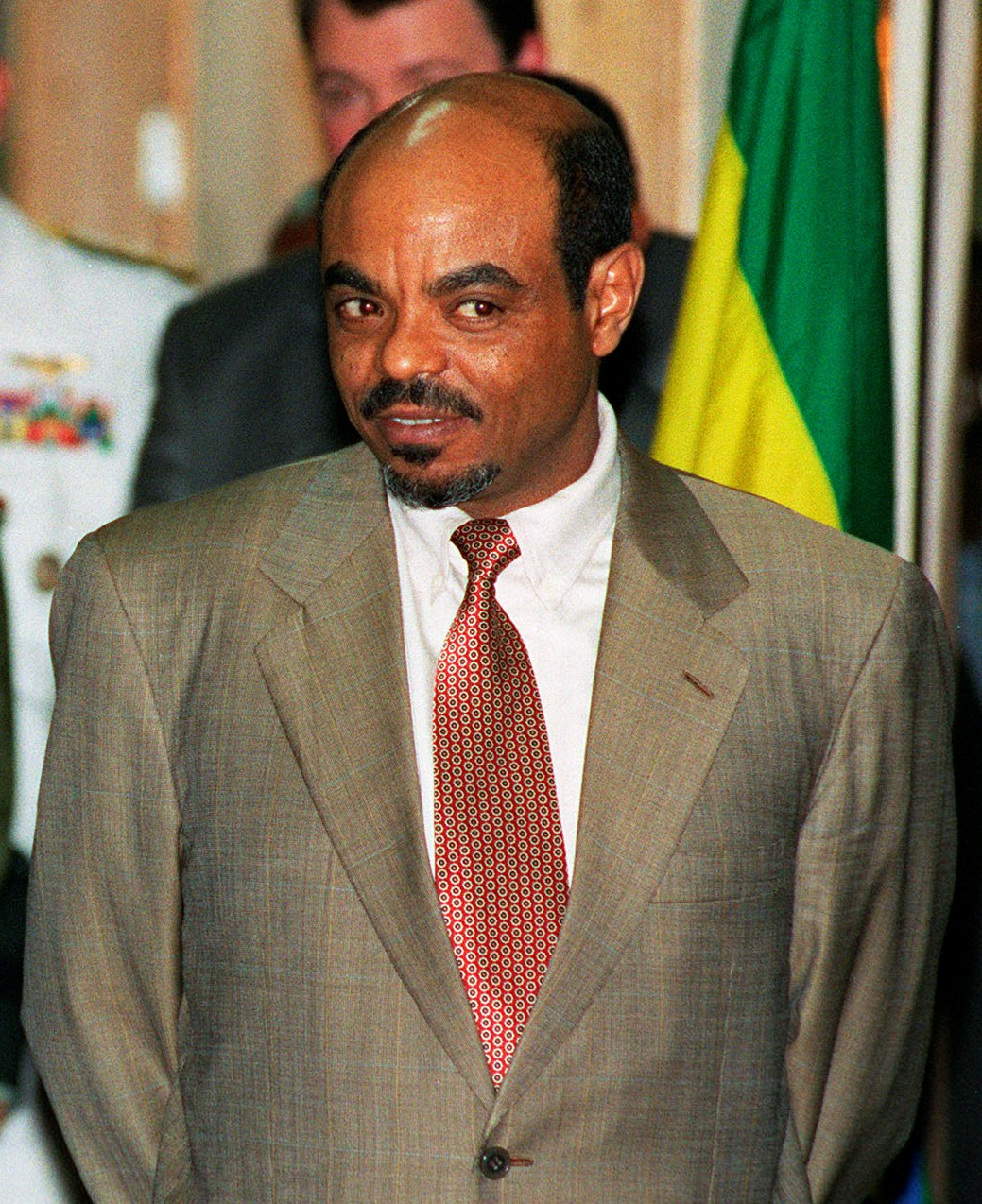
Мелес Зенауи

- Василевский, Дмитрий Павлович (49) — поэт, композитор, исполнитель русского шансона[154].
- Диллер, Филлис (95) — американская комедийная актриса[155].
- Довидавичюс, Виргиниюс (48) — литовский баскетбольный арбитр[156].
- Лосик, Олег Александрович (96) — советский военачальник, Герой Советского Союза, маршал бронетанковых войск.
- Мелес Зенауи (57) — эфиопский политик, президент Эфиопии (1991—1995), премьер-министр (с 1995)[157][158].
- Милонов, Владимир Егорович (89) — бывший начальник штаба — первый заместитель командующего 37-й воздушной армии Верховного Главного командования, генерал-лейтенант в отставке, лауреат Государственной премии СССР[159].
- Минтофф, Доминик (96) — мальтийский политик, премьер-министр Мальты (1955—1958, 1971—1984)[160].
- Покатилов, Виктор Дмитриевич (54) — российский рязанский художник[161].
- Червяков, Александр Дмитриевич (81) — председатель колхоза «Путь Ленина» Котельничского района Кировской области, дважды Герой Социалистического Труда[162].
- Ямамото, Мика (45) — японская журналистка, член объединения свободных журналистов «Джапан пресс»; убита в Сирии[163].

## 21 августа
- Ашимова, Бахыт (74) — казахская оперная певица, народная артистка Казахстана[164].
- Лебер, Георг (91) — западногерманский политик, министр обороны (1972—1978)[165].
- Пеллицци, Джузеппе (83) — итальянский аграрий, иностранный член ВАСХНИЛ/РАСХН (1991)[166].
- Рэли, Дон (86) — канадский профессиональный хоккеист, бывший капитан «Нью-Йорк Рейнджерс»[167].
- Семенкин, Николай Семёнович (76) — российский философ, профессор ГУУ[168].
- Спитальс, Ги (80) — бельгийский политический деятель, премьер-министр Валлонии (1992—1994), лидер Социалистической партии Французского сообщества Бельгии (1981—1992), лидер партии европейских социалистов (1989—1992)[169].
- Тёрстон, Уильям Пол (65) — американский математик, лауреат Филдсовской премии (1982)[170].
- Хачатрян, Самвел (61) — глава Федерации фигурного катания Армении, чемпион СССР по акробатике[171]

## 22 августа
- Боуден, Нина (87) — британская детская писательница[172].
- Гасанова, Гызгайыт Салман кызы (88) — председатель колхоза имени Тельмана в селе Хырмандалы (Азербайджан) (1956—1996), Герой Социалистического Труда[173].
- Ежелев, Анатолий Степанович (80) — журналист, президент АО "Издательский дом «Час пик», президент совместного предприятия «УниРем», погиб в ДТП[174].
- Кормашов, Николай Иванович (82) — эстонский художник, народный художник Эстонии[175].
- Мартиросян, Сергей Саакович (84) — армянский военный деятель, бывший заместитель министра обороны, председатель высшей офицерской комиссии при министре обороны, генерал-майор запаса[176].
- Махмутов, Расуль Маннафович (65) — первый заместитель министра ГУ МЧС России по Башкортостану.[177].
- Полотнюк, Ярема Евгенович (77) — украинский востоковед[178].
- Шань Госи, Павел (88) — тайваньский кардинал Римско-католической церкви[179].

## 23 августа
- Гарин, Юрий Михайлович (78) — советский и российский поэт-песенник, заслуженный артист Российской Федерации[180].
- Деларю, Жан-Люк (48) — французский телеведущий и телепродюсер[181].
- Маколкин, Владимир Иванович (80) — член-корреспондент РАМН, заслуженный деятель науки, заведующий кафедрой факультетской терапии № 1 Первого Московского государственного медицинского университета им. И. М. Сеченова (1977—2004)[182].
- Мухамеджанов, Закир Мухамеджанович (91) — узбекский актёр, народный артист СССР[183].
- Нельсон, Джерри — американский актёр-кукловод[184].
- Фогл, Джеймс (75) — американский писатель и сценарист «Аптечный ковбой»[185].
- Шерман, Джозефа (65) — американская писательница-фантаст[186].

## 24 августа
- Виноградов, Виктор Владимирович (57) — российский и киргизский журналист и писатель, лауреат премии «Золотое перо»[187].
- Дадулла — мулла, один из лидеров пакистанского движения Техрик Талибан-и-Пакистан, убит авиаударом сил НАТО[188].
- Каримов, Мухамадали Абдуганиевич (66) — узбекский спортивный деятель, генеральный секретарь Национального Олимпийского комитета (1995—2001, с 2009)[189].
- Кишкурно, Зигмунт (91) — польский спортивный стрелок, серебряный призёр чемпионата Европы (1964)[190].
- Кларк, Луиза (63) — британская танцовщица («Pan’s People»)[191].
- Майер, Николай Артемьевич (80) — ученый-химик, член-корреспондент Национальной академии наук Беларуси (1991)[192].
- Миели, Феликс (74) — бразильский футбольный голкипер, член сборной Бразилии по футболу, чемпион мира (1970)[193].
- Неганов, Михаил Алексеевич (51) — российский актёр[194].
- Петров, Юрий Филиппович (76) — ветеринар, академик РАСХН, Заслуженный деятель науки РФ[195].
- Резцов, Михаил Ильич (65) — советский и российский режиссёр, лауреат Государственной премии Российской Федерации (2003)[196].
- Франкен, Стив (80) — американский актёр кино и телевидения[197].
- Эллефсен, Пауль (76) — премьер-министр Фарерских островов (1981—1985)[198].
- Янев, Крум (83) — болгарский футболист, игрок национальной сборной, бронзовый призёр Олимпийских игр (1956)[199].

## 25 августа

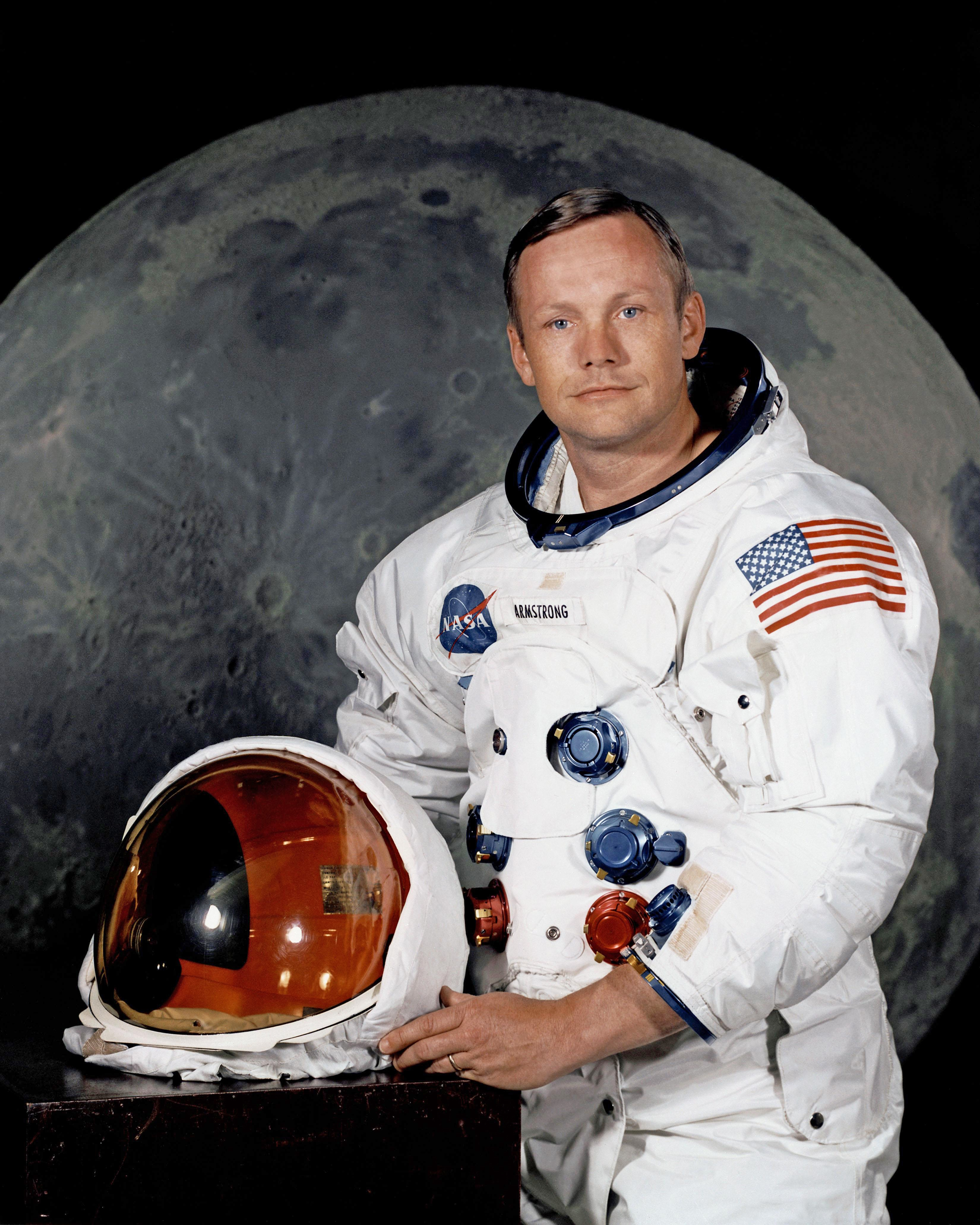
Нил Армстронг

- Амарилья, Флоренсио (77) — парагвайский футболист, участник чемпионата мира (1958)[200].
- Армстронг, Нил (82) — американский астронавт, первый человек, ступивший на Луну (1969); осложнения, возникшие после операции на сердце[201].
- Бисли, Палмер (76) — американский врач и эпидемиолог, впервые обнаруживший связь между Вирусом гепатита B и раком печени, раком поджелудочной железы, рак поджелудочной железы[202].
- Гонсалес Баррера, Роберто (82) — мексиканский предприниматель, глава фирмы «Грума», «король тортильи»[203].
- Гундарев, Владимир Романович (68) — казахстанский поэт, прозаик и публицист, основатель и главный редактор журнала «Нива»[204].
- Гуров, Юрий Александрович (41) — первый вокалист группы Ласковый май; автокатастрофа[205].
- Деккер, Виссе (88) — нидерландский бизнесмен, генеральный директор концерна «Philips» (1982—1986), председатель Европейского круглого стола промышленников (1988—1992)[206].
- Жирарди-Юркич, Весна (68) — хорватский политик и археолог, министр культуры, образования и спорта (1992—1994)[207].
- Лапин, Изяслав Петрович (82) — российский психофармаколог и писатель, автор серотониновой теории лечения депрессий, доктор медицинских наук, профессор, главный научный сотрудник Институт им. В.М.Бехтерева[208].
- Лифановский, Олег (51) — поэт, исполнитель русского шансона[209].
- Мусаткин, Николай Фёдорович (65) — заместитель председателя Самарской Губернской Думы (2007—2011)[210].
- Сагдиев, Махтай Рамазанович (83) — первый секретарь Кокчетавского областного комитета КП Казахстана (1985—1989), Председатель Президиума Верховного Совета Казахской ССР (1989—1990)[211].

## 26 августа
- Апарнев, Михаил Константинович (62) — российский композитор, руководитель русского народного хора «Голоса Сибири»[212].
- Бицеду, Жерар (75) — конголезский политик, президент Конституционного суда (2003—2012), министр[213].
- Воронин, Пётр Александрович (58) — директор департамента жилищной политики, коммунальной инфраструктуры, транспорта и связи (2007—2009), министр жилищной политики, энергетики, транспорта и связи Иркутской области (2009—2012)[214].
- Д'Альто, Тони (48) — американская актриса[215].
- Крупеников, Сергей Иванович (49) — бизнесмен, в детстве был известен как юный киноактер (Денискины рассказы, Волшебный голос Джельсомино); трагически погиб.
- Науменко, Яков Павлович (53) — белорусский певец, народный артист Республики Беларусь, убийство[216].
- Хангал Автар Кишан (97) — индийский актёр, снявшийся в более чем 225 фильмах и сериалах[217].

## 27 августа
- Алашова, Инна Борисовна (76) - российская предпринимательница, основательница НПЦ "Анион", АО "Кристи", соавтор ряда коммерчески успешных проектов, разработчца практических рекомендаций по развитию малого и среднего бизнеса в России.
- Анчиков, Вячеслав Владимирович (57) — российский журналист-международник, корреспондент ИТАР-ТАСС[218].
- Браун, Малкольм (81) — американский журналист и фотограф, лауреат World Press Photo (1963), Пулитцеровской премии (1964) и премии Джорджа Полка[219].
- Коржев, Гелий Михайлович (87) — живописец, Народный художник СССР[220].
- Петров, Павел Иванович (75) — советский и российский аниматор, художник-постановщик[221].
- Редэн, Антуан (77) — Французский футболист и тренер[222].
- Рого, Абуд — кенийский радикальный исламский клирик, убийство[223].
- Родыгин, Александр Иванович (93) — советский и российский учёный, доктор геолого-минералогических наук, профессор.
- Седлачек, Томаш (94) — чешский военный деятель, генерал армии (2008), борец с нацизмом и коммунистическим режимом[224].
- Хейман, Арт (71) — американский баскетболист[225].
- Хорват, Ивица (86) — югославский футболист, член сборной Югославии по футболу, серебряный призёр Летних Олимпийских игр в Хельсинки[226].

## 28 августа
- Бойсон, Родес (87) — британский политик, министр социального обеспечения (1983—1984), министр по делам Северной Ирландии (1984—1986), министр по делам окружающей среды (1986—1987)[227].
- Головня, Леонид Евгеньевич (73) — советский и российский кинорежиссёр и сценарист[228].
- Калтаев, Карабай (89) — участник Великой Отечественной войны, полный кавалер ордена Славы.
- Козлов, Сергей Викторович (59) — украинский хозяйственный деятель, генеральный директор «Телекарт-Прибор»[229].
- Котляревская-Крафт, Мария Алексеевна — старейший преподаватель Новосибирского музыкального колледжа им. А. Ф. Мурова, заслуженный работник культуры Российской Федерации, автор методики обучения сольфеджио в музыкальных школах[230].
- Панкаджакшан (84) — индийский политик, генеральный секретарь Революционной социалистической партией (марксистско-ленинская партия Индии)[231].
- Шейх Саид Афанди (74) — духовный лидер мусульман республики Дагестан; теракт[232].
- Сидоров, Павел Иванович (90) — Герой Советского Союза, почётный житель Твери[233].
- Файрстоун, Шуламит (67) — американская феминистка, одна из основательниц феминистской группы «Радикальные женщины Нью-Йорка», идеолог радикального феминизма, Тело найдено в этот день[234].
- Хашимов, Зафар Фаррухович (44) — популярный в Рунете блогер и журналист[235].
- Шмидт, Альфред (81) — немецкий философ[236].

## 29 августа
- Бронзини, Поль (112) — старейшая жительница Франции[237].
- Камардин, Анатолий Викторович (61) — российский тверской художник, заслуженный художник России[238].
- Минералов, Юрий Иванович (64) — литературовед, профессор Литературного института[239].
- Овчинников, Сергей Анатольевич (43) — главный тренер женской сборной России по волейболу (2011—2012); самоубийство[240].
- Поуп, Джереми (76) — новозеландский юрист и писатель, сооснователь Transparency International, один из создателей Индекса восприятия коррупции[241].
- Труханов, Владимир Никитич (91) — актёр петербургского Театра комедии им. Н. П. Акимова, заслуженный артист РСФСР[242].
- Чохели, Арчил (41) — грузинский тренер национальной сборной по самбо, чемпион мира по самбо, неоднократный призёр первенств Европы; погиб, участвуя в спецоперации[243].

## 30 августа
- Бонецци, Бернардо (48) — испанский композитор («Женщины на грани нервного срыва», «Закон желания»)[244].
- Дионисий (83) — епископ Александрийской православной церкви, митрополит Леонтопольский (1997—2012).
- Кваша, Игорь Владимирович (79) — советский и российский актёр и режиссёр театра «Современник» и кино, телеведущий телепередачи Жди меня, народный артист РСФСР[245].
- Ларраньяга, Карлос (75) — испанский актёр[246].

## 31 августа

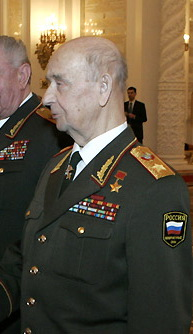
Сергей Соколов

- Алиев, Иззат Минкаилович (76) — дагестанский журналист, председатель правления Союза журналистов Республики Дагестан (1989—1999)[247].
- Байгрейвс, Макс (89) — британский певец и актёр[248]
- Болотских, Иван Егорович (78) — российский художник, заслуженный художник Российской Федерации[249].
- Вальтер, Норберт (67) — немецкий экономист, главный экономист Deutsche Bank (1990—2009)[250].
- Ефимов, Александр Николаевич (89) — маршал авиации, главнокомандующий ВВС (1984—1990), дважды Герой Советского Союза[251].
- Льюис, Джо (68) — американский мастер боевых искусств и актёр[252]
- Мартини, Карло Мария (85) — итальянский кардинал, архиепископ Милана (1980—2002)[253].
- Оссовский, Лев Моисеевич (90) — директор и главный дирижёр Камерного музыкального театра им. Б. А. Покровского, Народный артист РСФСР, лауреат Государственной премии России, профессор[254].
- Рана, Каширам (75) — индийский политик, министр лёгкой промышленности Индии (1998—2003), министр развития сельской местности (2003—2004)[255].
- Соколов, Сергей Леонидович (101) — советский военный деятель, министр обороны СССР (1984—1987), Маршал Советского Союза, Герой Советского Союза[256].